# هیولایی فرا می‌خواند (کتاب)
«هیولایی فرا می‌خواند» (انگلیسی: A Monster Calls) رمانی فانتزی به قلم پاتریک نس است. کتاب بر اثر ایده‌ای از سیوبان دود است که پیش از اینکه بتواند آن را بنویسد در اثر سرطان درگذشت و پاتریک نس نوشتن کتاب را ادامه داد. کتاب در سال ۲۰۱۱ از سوی انتشارات واکر منتشر شد و با استقبال بالای مخاطبین همراه شد. 
داستان در مورد پسر نوجوانی است که درگیر مشکلات و پیامدهای بیماری سرطان و مرگ مادرش است که هیولایی قصه‌گو هر نیمه شب به او سر می‌زند.
اقتباسی سینمایی از اثر با کارگردانی خوان آنتونیو بایونا و بر اساس فیلم‌نامه‌ای از خود نس در سال ۲۰۱۶ پخش شد. 